# Nicola Berlingeri
Nicola Berlingeri, o Berlingieri (Crotone, 18 settembre 1774 – Nicastro, 23 febbraio 1854), è stato un vescovo cattolico italiano.

## Biografia
Nato a Crotone il 18 settembre 1774, appartenne alla nobile famiglia crotonese dei Berlingeri.
Ricevette l'ordinazione presbiterale il 19 settembre 1799. Il 19 dicembre 1825 venne ordinato vescovo di Nicastro dal cardinale Giacinto Placido Zurla.
Nel 1838 fece avviare i lavori di ampliamento della chiesa di Santa Lucia di Nicastro.
Morì a Nicastro il 23 febbraio 1854.

## Genealogia episcopale
La genealogia episcopale è:
- Cardinale Scipione Rebiba
- Cardinale Giulio Antonio Santorio
- Cardinale Girolamo Bernerio, O.P.
- Arcivescovo Galeazzo Sanvitale
- Cardinale Ludovico Ludovisi
- Cardinale Luigi Caetani
- Cardinale Ulderico Carpegna
- Cardinale Paluzzo Paluzzi Altieri Degli Albertoni
- Papa Benedetto XIII
- Papa Benedetto XIV
- Papa Clemente XIII
- Cardinale Marcantonio Colonna
- Cardinale Giacinto Sigismondo Gerdil
- Cardinale Giulio Maria della Somaglia
- Cardinale Giacinto Placido Zurla
- Vescovo Nicola Berlingeri